# Delta (raketfamilie)

De verschillende Delta-raketten van na 1989

Delta is een reeks van eenmalig bruikbare draagraketten die sinds de jaren 60 van de 20e eeuw gebruikt worden door de Verenigde Staten. De huidige Delta-raketten worden sinds 2006 geproduceerd en gelanceerd door United Launch Alliance. 
Er waren per september 2019 in totaal 373 Delta-raketten gelanceerd, waarvan 95% met succes. Van de verschillende Delta-raketten is er nog een configuratie in gebruik: de Delta IV Heavy.

## Geschiedenis

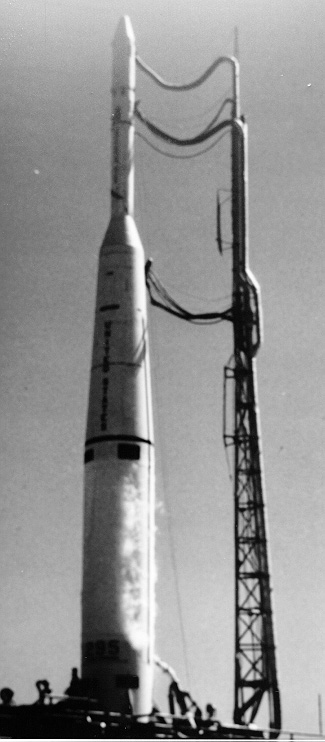
Thor Delta (in 1961) stond aan de basis van de Delta-reeks

De eerste Delta-raket was een aangepaste versie van de PGM-17 Thor, de eerste ballistische raket van de United States Air Force. De Thor zelf was midden jaren 50 ontworpen met als doel Moskou te kunnen bereiken vanaf een lanceerplatform in het Verenigd Koninkrijk. Voor de Delta werd de Thor voorzien van een tweede trap. Hiervoor werd al geëxperimenteerd met drie modellen rakettrappen (genaamd Able, Agena en Ablestar). Het vierde upperstage-ontwerp bleek zeer geschikt. De naam Delta is dan ook afgeleid van de Griekse letter Delta, de vierde letter in het alfabet. De volledige naam van de raket was officieel ‘Thor Delta’, maar dit werd al snel afgekort tot simpelweg ‘Delta’. Van 1969 tot 1978 bleef de Thor de belangrijkste basis voor de eerste trap van de Delta-raketten.
NASA wilde de Delta-raketten gebruiken als tijdelijke oplossing voor het lanceren van communicatie-, meteorologische, en onderzoekssatellieten, alsmede maanverkenners gedurende 1960 en 61. Daarna zou de Delta door een nieuw type raket moeten worden vervangen. De Delta was verder meer gericht op betrouwbaarheid dan op prestatievermogen, onder andere door onderdelen die bij de Thor vaak problemen gaven te vervangen. In april 1959 kreeg Douglas Aircraft Company een contract om de Delta-raketten te bouwen voor NASA. Het ontwerp was als volgt:
- Trap 1: een gemodificeerde Thor IRBM met een Block I MB-3-motor
- Trap 2: een gemodificeerde Able, voorzien van een Aerojet AJ-10-118-motor.
- Trap 3: een Altair.

Deze voertuigen konden in totaal 290 kilo aan vracht meenemen naar een baan om de aarde op 240 tot 370 kilometer hoogte. De totale kosten voor de ontwikkeling van de eerste 12 Delta-raketten bedroeg 43 miljoen dollar, 3 miljoen meer dan begroot. Van de 12 lanceringen mislukte er een. In 1962 besloot NASA langer door te gaan met de Delta, en liet nog 14 raketten bouwen.
Vanaf de introductie van de Delta-D in 1964 werden voor extra kracht vaste brandstofmotoren aan de zijkant van Delta’s toegevoegd. Deze motoren uit de Castor-serie werden door Thiokol (nu onderdeel van Northrop Grumman) vervaardigd. Sommige configuraties van de eerste generatie Delta-raketten werden uitgerust met zogenaamde air lit booster die na het opbranden van de op de grond ontstoken ground lit booster werden ontstoken. Vanaf de Delta II-7000 en werden de Castors vervangen door Graphite Epoxy-motoren (GEM) van Alliant Techsystems (ook onderdeel van Northrop Grumman). Het belangrijkste verschil tussen Castors en GEM’s is dat de Castors van aluminium werden gemaakt terwijl GEM’s van het veel lichtere grafietepoxy zijn gemaakt. Ook de MB-3 werd na verloop van tijd vervangen; Vanaf de Delta-2000 werd de Rocketdyne RS-27, een doorontwikkelde variant op de H-1-hoofdmotoren van de Saturnus I en Saturnus IB.

## Modellen
Er zijn vier grote klassen Delta-raketten te onderscheiden:
- Delta
- Delta II
- Delta III
- Delta IV

Binnen deze klassen bestaan tal van verschillende modellen, configuraties en ontwerpen. Deze werden oorspronkelijk genummerd met letters van het alfabet (Delta A, Delta B enz.) . In 1968 introduceerde McDonnell Douglas een nieuw nummeringsysteem met getallen van elk vier cijfers. 
Dit systeem was meer toepasbaar om de vele modificaties die voortdurend werden aangebracht bij te houden.
De Delta-raketten werden per revisie steeds krachtiger. Anders dan bij de Delta's met lettercodering was de diameter van zowel eerste als tweede trap gelijk bij deze serie Delta's gelijk. De rechte, acht voet in diameter zijnde Delta 1000 kreeg daardoor de bijnaam "straight eight" (rechte acht).
- Delta 0100, 5 lanceringen, 1968-1972
- Delta 1000, acht succesvolle lanceringen, 1972-1975, eerste Delta-raket met dezelfde diameter voor eerste en tweede trap. Enkele Delta-1000-raketten hadden al de opvallende Delta-blauwe kleur.
- Delta 2000, 44 lanceringen waarvan 43 succesvol, 1974-1981 eerste Delta met de Rocketdyne RS-27 als hoofdmotor.
- Delta 3000, 38 lanceringen waarvan  35 succesvol, 1975-1989
- Delta 4000, twee succesvolle lanceringen, 1989-1990. De Delta 4000 was opgebouwd uit overgebleven onderdelen van eerdere Delta-raketten en onderdelen voor de (toen) nieuwe Delta II (6000).
- Delta 5000, één succesvolle lancering 1989. Net als de Delta 4000 was de enige Delta 5000 opgebouwd uit overgebleven reserveonderdelen van eerdere Delta's, aangevuld met nieuwe onderdelen.

### Delta II
Begin jaren tachtig was besloten de Delta uit te faseren, alle lanceringen moesten in de toekomst door de Spaceshuttle worden uitgevoerd. Ook mislukte rond die tijd een aantal Delta-lanceringen. Na de ramp met ruimteveer Challenger wilde men echter weer “Expendable Launch Vehicles” (ELV’s) voor satellietlanceringen. Men wilde daarvoor geen levens riskeren. Daarom moest er een betrouwbare, gemoderniseerde Delta-raket komen. Dit werd de Delta II. In de tussentijd werden resterende voorraden Delta-onderdelen van de oude Delta’s zoveel mogelijk opgebruikt. Ook combineerde men oude Delta-onderdelen met nieuwe Delta II-onderdelen waardoor de tijdelijke Delta 4000 en 5000 ontstonden.
In 1989 werd met de introductie van de Delta II het systeem van de Romeinse cijfers geïntroduceerd. De Delta II behield echter ook de viercijferige codering om de configuratie aan te geven. Zo was de eerste Delta II de "6000-serie" en is de "7000-serie" een geüpgradede krachtiger Delta II. Naast het vervangen van de Castor-boosters door Gem-40 werd ook een geüpgradede hoofdmotor, de RS-27A in gebruik genomen. 
Sinds 2010 werd de Delta II niet meer gebouwd maar er waren nog een vijf complete raketten op voorraad. Op 15 september 2018 werd voor de laatste keer een Delta II gelanceerd. In totaal werden er 155 gelanceerd waarvan 153 succesvol. De enige overgebleven Delta II staat in de Rocket Garden van het bezoekerscentrum van het Kennedy Space Center geëxposeerd. De Delta II was houder van het record van 100 succesvolle lanceringen op rij tot de Falcon 9 dit record verbeterde.

### Delta III
De Delta III (8000-serie) gebruikte een eerste trap die grotendeels overeenkwam met die van de Delta II-7000, de diameter van de brandstoftanks was echter iets groter. De side-boosters waren grotere GEM-46 (46 staat voor de 46 inch diameter) in plaats van de GEM-40 van de Delta II-7000. Voor de Delta III werd een nieuwe cryogene upperstage met een RL10 als hoofdmotor ontworpen. De Delta III werd eind jaren 1990 slechts drie maal gelanceerd waarvan alleen de laatste deels succesvol was. Mede door de overname van McDonnel-Douglas door Boeing, werd de Delta III geannuleerd. Boeing was betrokken bij de oprichting van Sea Launch dat raketten in dezelfde klasse  lanceerde en zou met de Delta III de concurrentie met zichzelf zijn aangegaan. De Delta III kan worden gezien als een mislukt project maar was tegelijkertijd succesvol waar het ging om het ontwikkelen van nieuwe technieken. Na annulering vond de GEM-46 zijn weg op een nieuwe zwaardere Delta II-configuratie, de Delta II-heavy. Het ontwerp van de tweede trap werd op de Delta IV hergebruikt.

### Delta IV
Daarna werd met steun van de Amerikaanse Luchtmacht het EELV Delta IV (9000-serie) ontwikkeld. De Delta IV gebruikte dezelfde upperstage als de Delta III. Voor de eerste trap werd de RS-68, de eerste grote Amerikaanse raketmotor sinds de RS-25, ontworpen. Net als de Delta II heeft de Delta IV enkele tussentijdse upgrades gehad en is hij in meerdere configuraties inzetbaar. 
De Delta IV-Heavy-configuratie was sinds 2006 de krachtigste actieve draagraket van de wereld, maar verloor begin 2018 die titel toen de Falcon Heavy voor het eerst vloog. De Delta IV wordt vrijwel alleen voor militaire lanceringen gebruikt. Uitzondering waren twee lanceringen van een Delta IV-Heavy in opdracht van NASA omdat daarvoor geen ander type raket met vergelijkbare capaciteiten beschikbaar was. De bouw van raket was te duur om mee te doen op de commerciële markt. De laatste lancering zal in 2024 plaatsvinden. Een aangepaste uitvoering van de tweede trap zal ook voor enkele vluchten van het Space Launch System worden gebruikt.

## Delta Blue
Veel Delta-raketten hadden de typisch blauwe kleur die later Delta Blue ging heten. In eerste instantie werden Delta’s wit geschilderd. Om massa te besparen werd begin jaren 1970 besloten de witte verflaag niet langer aan te brengen waardoor de typisch blauwe grondverf zichtbaar werd. Deze kleur ging symbool staan voor de Delta. Op een Delta II zat ongeveer 38 liter AkzoNobel “Blue Fluid Resistant Primer”. Ook grote delen van de lanceerinstallaties waren met deze kleur beschilderd.
Bij de Delta IV was het niet mogelijk om diezelfde kleur te gebruiken. Die raket heeft namelijk een laag roestbruin isolatieschuim om de brandstoftanks om te voorkomen dat de cryogene brandstoffen al te veel kunnen opwarmen.

## Einde van de Delta-raketfamilie
Met de aankondiging van de Vulcan werd ook de definitieve uitfasering van de Delta II in 2017 en de Delta IV Medium 2018 aangekondigd. ULA zal nog wel zolang als dat in 2016 nodig werd geacht, de Delta IV Heavy blijven leveren. De USAF verwachtte in 2023 voldoende alternatieve zeer zware EELV’s te hebben en dan dus de zeer dure Delta IV Heavy niet meer nodig te hebben. De laatste Delta II-vlucht werd in 2018 uitgevoerd en de laatste Delta IV Medium-vlucht werd naar 2019 verschoven. De laatste Delta IV Heavy wordt naar verwachting op 1 april 2024 gelanceerd.

## Trivia
- De Japanse N-I-raket uit de jaren 1970 was grotendeels een onder licentie in Japan gebouwde Delta-raket. Ook de bij de krachtiger N-II uit de jaren 1980 was een Dekta onder licentie die op een grotere en nieuwere configuratie was gebaseerd. Met deze raketten legde Japan de basis voor hun latere H-I-, H-II- en H-III-raketten.